# 大學路 (臺南市)
大學路位於臺南市東區東西向次要道路之一，西起前鋒路口和臺南車站後站，東至林森路口，全長約1.1公里，臺南市道路編號204 。大學路因在國立成功大學處而得名，也是臺南車站後站正對的道路。因闢建時間先後的關係，分別編為大學路及大學路西段。

## 歷史
為都市計畫道路中的四等四號道路，戰後才闢建，當時因位於臺灣省立工學院旁，而命名工學路。1956年工學院改制為省立成功大學，路名遂配合變更。
早期的大學路呈「┘」型，前半段西起勝利路「窮理致知」牌坊，而後半段則90°往北轉（即今長榮路三段），續行穿越小東路後，止於軍事營區（當時長榮路未全線貫通）。
大學路東西端後來都有所調整：西端延伸至臺南後站，稱為四等十三號道路，通車後命名為大學路西段。而東端在軍事營區解編之後，依都市計畫闢建三等九號道路，並易名長榮路。大學路也只剩下東西向的部分，不再是「┘」型。大約在1960至1990年代的三十年間，大學路一直維持西起後站、東至長榮路的長度。
四等四號道路，東端預定延伸至公四公園（今作為後甲國中及林森路）。而長榮路－林森路最後這一小段，過去因屬陸軍運輸基地而不能闢建。1983年，成大校方向國防部購得此地，命名為自強校區。1998年，由於成大釋出自強校區部分校地，大學路終於依計畫延伸至林森路。
過去大學路（勝利路至長榮路段），是臺灣少見的紅磚舖面市區道路。但由於久壓而有多處損壞，故除少部分路段仍保留外，悉數改為柏油路面及瀝青路面。

## 沿途設施
- 臺南車站後站（西段起點處，目前暫於前鋒路上南移80公尺設立臨時後站）
- 遠東百貨台南成功店
- 香格里拉台南遠東國際大飯店
- 台南市公共自行車-YouBike2.0成大公園
- 台南市公共自行車-YouBike2.0大學路停車場
- 成功大學郵局台南7支局
- 國立成功大學光復校區
- 國立成功大學正門（窮理致知牌坊）
- 台南市公共自行車-YouBike2.0勝利大學路口
- 國立成功大學成功校區
- 國立成功大學自強校區
- 台南市公共自行車-YouBike2.0大學長榮
- 國立成功大學勝利校區
- 台南市公共自行車-YouBike2.0林森大學
- 臺南市立後甲國民中學（終點處）

## 本路段客運
- 市區公車[1]

| 編號 | 路線                                                            | 本路段公車站               |
| ---- | --------------------------------------------------------------- | -------------------------- |
| 70左 | 永華市政中心（府前路）－永華市政中心（府前路） （逆時針循環線） | 成大光復校區－香格里拉飯店 |
| 70右 | 永華市政中心（府前路）－永華市政中心（府前路） （順時針循環線） | 香格里拉飯店－成大光復校區 |
| 77   | 原住民文化會館－仁德轉運站                                      | 香格里拉飯店－成大光復校區 |
| 902  | 府城汽車客運公司－香格里拉飯店                                  | 成大光復校區－香格里拉飯店 |

- 觀光公車[1]

| 編號 | 路線                             | 本路段公車站 |
| ---- | -------------------------------- | ------------ |
| 111  | 小西門（西門路）－高雄國際航空站 | 香格里拉飯店 |